# Te felicito
Te felicito è un singolo della cantante colombiana Shakira e del cantante portoricano Rauw Alejandro, pubblicato il 21 aprile 2022, pubblicato come primo estratto dal dodicesimo album in studio di Shakira Las mujeres ya no lloran.

## Video musicale
Il video musicale, diretto da Jaume de la Iguana e girato a Barcellona, è stato reso disponibile in concomitanza con l'uscita del brano.

## Tracce
Testi e musiche di Shakira Mebarak, Raúl Alejandro Ocasio, Alberto Carlos Melendez, Andrés Mauricio Acosta, Andrés Uribe Marín, Kevyn Mauricio Cruz Moreno, Lenin Yorney Palacios e Santiago Munera Penagos.
1. Te felicito – 2:52

## Formazione
- Shakira – voce, produzione
- Rauw Alejandro – voce
- Albert Hype – produzione
- Ily Wonder – produzione
- Keityn – produzione
- Lexuz – produzione
- Felipe Trujillo – ingegneria del suono
- Adam Ayan – mastering
- Dave Clauss – missaggio, registrazione
- Cameron Gower Poole – registrazione
- Dani Val – registrazione
- Joge Pizarro – registrazione
- Roger Rodés – registrazione

## Classifiche

### Classifiche settimanali
| Classifica (2022-23)  | Posizione massima |
| --------------------- | ----------------- |
| Argentina             | 1                 |
| Bielorussia           | 25                |
| Bolivia               | 3                 |
| Cile                  | 9                 |
| Colombia              | 10                |
| Costa Rica            | 9                 |
| Ecuador               | 7                 |
| El Salvador           | 1                 |
| Francia               | 53                |
| Kazakistan            | 80                |
| Messico               | 4                 |
| Paraguay              | 6                 |
| Portogallo            | 81                |
| Repubblica Dominicana | 20                |
| Russia                | 3                 |
| Spagna                | 2                 |
| Stati Uniti           | 67                |
| Svizzera              | 71                |
| Ucraina               | 17                |

### Classifiche di fine anno
| Classifica (2022) | Posizione |
| ----------------- | --------- |
| Paraguay          | 26        |
| Russia            | 14        |
| Spagna            | 9         |
| Ucraina           | 163       |
| Uruguay           | 11        |
| Classifica (2023) | Posizione |
| Bielorussia       | 112       |
| Russia            | 118       |
| Spagna            | 70        |

### Classifiche di fine decennio
| Classifica (2020-29) | Posizione |
| -------------------- | --------- |
| Bielorussia          | 113       |
| Russia               | 96        |